# 侏儒花楸
侏儒花楸（学名：Sorbus poteriifolia）是蔷薇科花楸属的植物，为中国的特有植物。分布于中国大陆的云南等地，生长于海拔3,000米至4,000米的地区，多生于多石坡地或矮生灌木丛中，目前尚未由人工引种栽培。